# Pimelea sericostachya
Pimelea sericostachya är en tibastväxtart. Pimelea sericostachya ingår i släktet Pimelea och familjen tibastväxter.

## Underarter
Arten delas in i följande underarter:
- P. s. amabilis
- P. s. sericostachya